# Tiabnal Alto
Tiabnal Alto es una localidad del municipio de Larráinzar ubicado en la región de Los Altos del estado mexicano de Chiapas.

## Geografía
La localidad de Tiabnal Alto se sitúa en las coordenadas geográficas 16°55′33″N 92°44′06″O / 16.925833, -92.735000, a una elevación de 1,984 metros sobre el nivel del mar.

## Demografía
Según el Censo de Población y Vivienda 2020, efectuado por el Instituto Nacional de Estadística y Geografía, la localidad de Tiabnal Alto tiene 331 habitantes, de los cuales 167 son del sexo masculino y 164 del sexo femenino. Su tasa de fecundidad es de 2.92 hijos por mujer y tiene 62 viviendas particulares habitadas.
| Gráfica de evolución demográfica de Tiabnal Alto entre 1921 y 2020 |
|                                                                    |
| INEGI.                                                             |